# Cải cách dân chủ Myanmar
Các cuộc cải cách dân chủ giai đoạn 2011-2012 ở Myanma là một loạt các cải cách chính trị, kinh tế và hành chính ở Myanma thực hiện bởi Đảng Liên minh Đoàn kết và Phát triển, một chính được quân đội quốc gia này hậu thuẫn. Những cải cách này bao gồm việc bãi bỏ án quản thúc tại gia đối với lãnh tụ dân chủ Aung San Suu Kyi và tiếp theo là tiến hành đối thoại với bà, thành lập Ủy ban Nhân quyền quốc gia, tổng ân xá cho hơn 200 chính trị phạm, tổ chức của pháp luật lao động mới cho phép các công đoàn lao động và đình công, nới lỏng kiểm duyệt báo chí và các quy định về chính sách tiền tệ (cải cách toàn bộ hệ thống tỷ giá hối đoái để cho phép thả nổi có kiểm soát đồng nội tệ từ ngày 1 tháng 4 năm 2012). Những cải cách đã gây ngạc nhiên cho cộng đồng quốc tế vốn coicuộc bầu cử năm 2010, dẫn đến chiến thắng của USDP là cuộc bầu cử gian lận.
Nhờ các cải cách này, ASEAN đã chấp thuận phê duyệt cuộc chạy đua của Myanma vào vị trí Chủ tịch ASEAN năm 2014. Ngoại trưởng Hoa Kỳ Hillary Clinton đã đến thăm Myanma vào ngày 1 tháng 12 năm 2011 khuyến khích tiến bộ hơn nữa, đó là chuyến thăm đầu tiên của Ngoại trưởng Mỹ đến Myanma sau hơn năm mươi năm. Đảng của bà Aung San Suu Kyi, Đảng Liên minh Quốc gia vì Dân chủ tham gia bầu cử bổ sung Myanma năm 2012, cuộc bầu cử phụ sau khi chính phủ bãi bỏ luật dẫn đến việc tẩy chay của đảng này đối với cuộc tổng tuyển cử năm 2010. Tuy nhiên, không chắc chắn tồn tại hơn 1.600 tù nhân chính trị đã được tha bổng và cuộc đụng độ giữa quân đội Miến Điện và các nhóm nổi dậy địa phương tiếp tục.
Năm 2011, các nhà lãnh đạo quân sự đã bước sang một bên, chuyển giao quyền lực vào tay chính phủ dân sự trên danh nghĩa được hình thành từ phần lớn các tướng tá cũ để bắt đầu cải cách chính trị, ký kết ngừng bắn với hầu hết các nhóm dân tộc thiểu số, cam kết hiện đại hoá kinh tế. 